# Marija Trmčić
Marija Trmčić (Servisch: Марија Трмчић) (Užice, 20 oktober 1986) is een Servische voormalig alpineskiester. Ze nam tweemaal deel aan de Olympische Winterspelen, maar behaalde geen medaille.

## Carrière
Trmčić maakte haar wereldbekerdebuut in januari 2008 tijdens de slalom in Špindlerův Mlýn. Ze behaalde nooit punten in een wereldbekermanche.
Tijdens de Olympische Winterspelen 2006  maakte Trmčić  haar Olympisch debuut. Op de slalom eindigde ze op een 46e plaats. In 2010 nam Trmčić een tweede maal deel aan de Olympische Winterspelen 2010. Op de olympische slalom haalde ze de finish niet.

## Resultaten

### Olympische Spelen
| Jaar | Plaats    | Resultaten  |
| ---- | --------- | ----------- |
| 2006 | Turijn    | 46e Slalom  |
| 2010 | Vancouver | DNF1 Slalom |

### Wereldkampioenschappen
| Jaar | Plaats      | Resultaten                         |
| ---- | ----------- | ---------------------------------- |
| 2007 | Åre         | 51e Reuzenslalom DNF1 Reuzenslalom |
| 2009 | Val-d'Isère | DNF1 Reuzenslalom                  |